# SS製藥

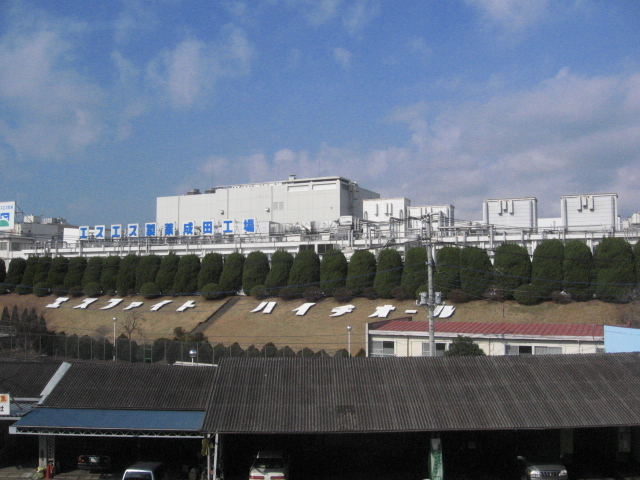
SS製藥公司的成田工廠

SS製藥株式會社（エスエスせいやく、英語:SSP Co., Ltd.），是日本一家專門製造販賣市售成藥的醫藥品製造商。在香港又被稱為白兔牌。SS製藥創立於1765年，前身是漢藥本舗「美濃屋薬房」，經營哲學是Social 與 S'ervice。
日本SS製藥採用此跳躍白兔的新商標，是表達該社事業在21世紀要飛躍開創新的里程。

## 沿革
- 明和2年（1765年），白井正助在現在的東京八重洲南口創建一家名為「美濃屋薬房」的漢藥本舖[2]，之後改名為「瓢箪屋藥房」。
- 店舖在江戶城邊河岸上創設，開始販售白井家代代相傳的妙藥，如：「人參梅花香」、「神功丸」、「順喜消毒散」、「保壽丹」等藥品[2]。
- 1927年，公司改組為株式會社，重新設立為（株）瓢箪屋薬房[3]。
- 1929年，「瓢箪屋薬房エスエス」設立。當時的「エスエス」，意為著Social與Service的略稱。
- 1940年，社名邊更為エスエス製藥株式會社[3]。
- 1969年起，日本SS製藥株式會社已經是日本的上市公司，工廠設於日本成田及福島，行GMP藥品生產質量管理規範及ISO14001環境管理系統認證。

- 2001年，德國百靈佳殷格翰購入日本SS製藥株式會社的控制性股權，並於2010年私有化。以往在香港及中國大陸、澳門等藥物市場由協成藥業總代理，之後由百靈佳殷格翰香港分公司負責銷售業務，廣告方法利用《高朋滿座》置入性行銷及巴士車身流動戶外廣告。並由薛凱琪和陳鍵鋒任代言人。
- 2017年，賽諾菲的動物健康事業子公司梅里亞（Merial）與百靈佳殷格翰的消費者醫療保健（CHC）事業互相交換，SS製藥亦成為賽諾菲的子公司。

## 外部連結
- エスエス製薬 コーポレートサイト （页面存档备份，存于）
- SS製藥的X（前Twitter）
- YouTube上的SS製藥頻道